# Chi Chồn Tân Thế giới
Neovison là một chi động vật có vú trong họ Chồn, bộ Ăn thịt. Chi này được Baryshnikov and Abramov miêu tả năm 1997. Loài điển hình của chi này là Mustela vison Schreber, 1777.

## Các loài
Chi này gồm 5 loài:
- Triết rừng mưa Amazon, Neogale africana
- Triết Colombia, Neogale felipei
- Triết đuôi dài, Neogale frenata
- Chồn nâu châu Mỹ, Neovison vison
- † Neovison macrodon

## Hình ảnh

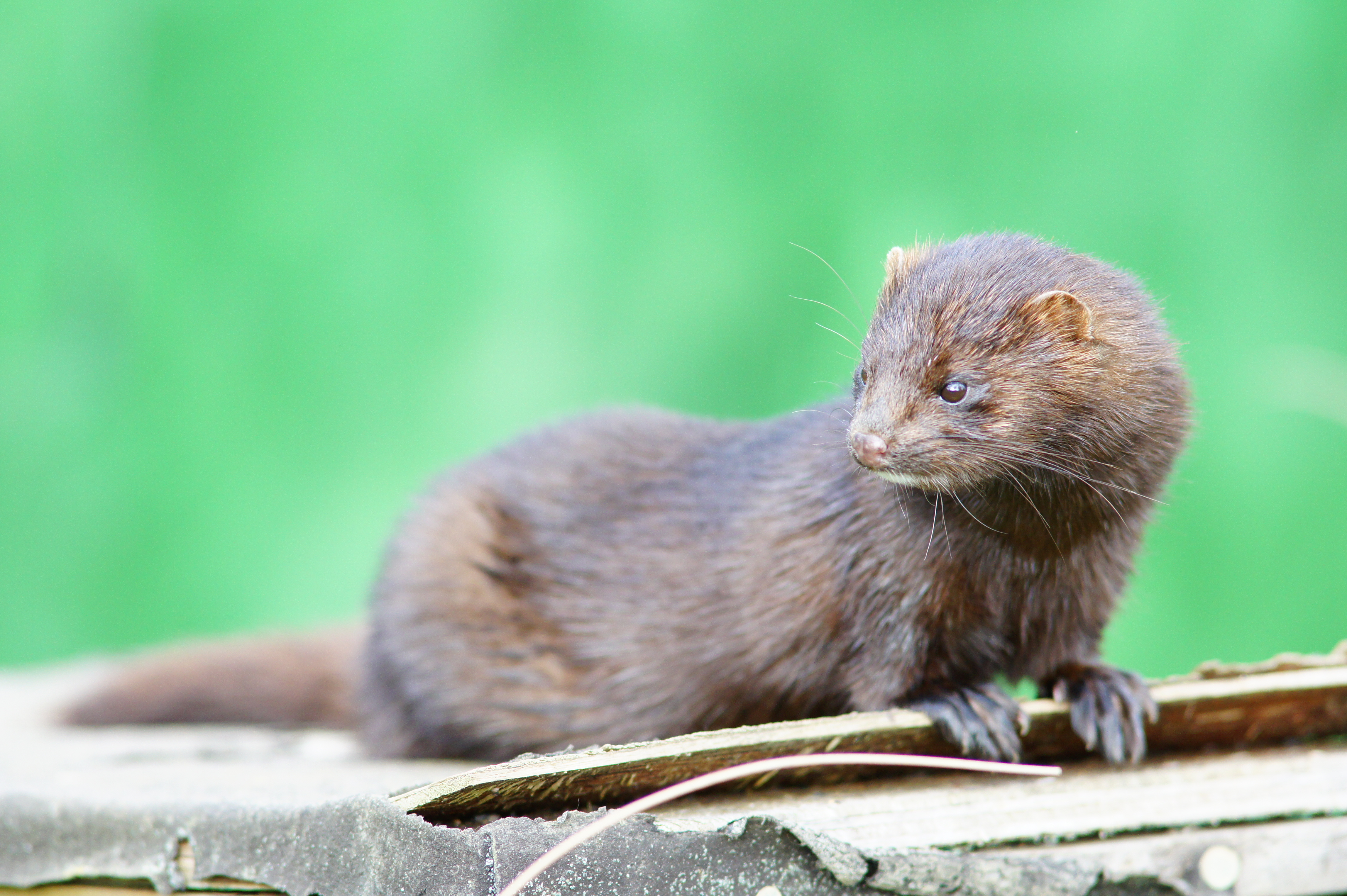
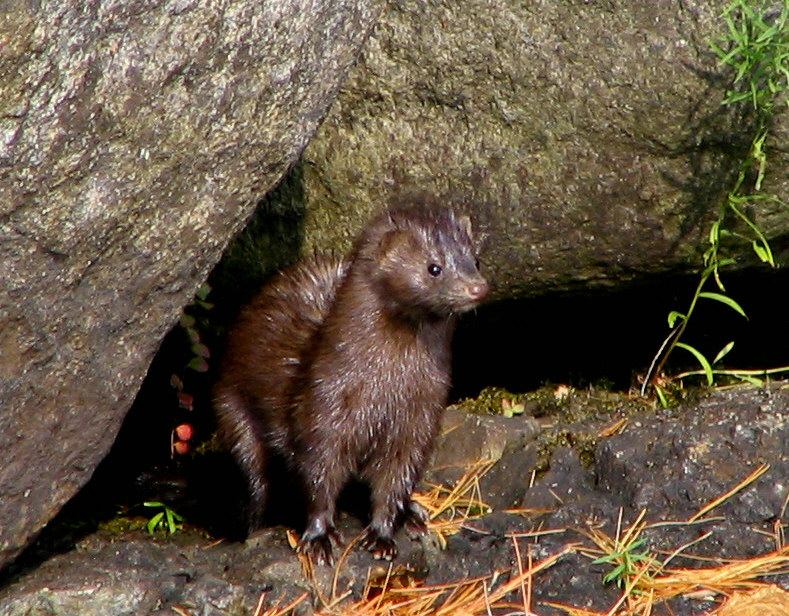
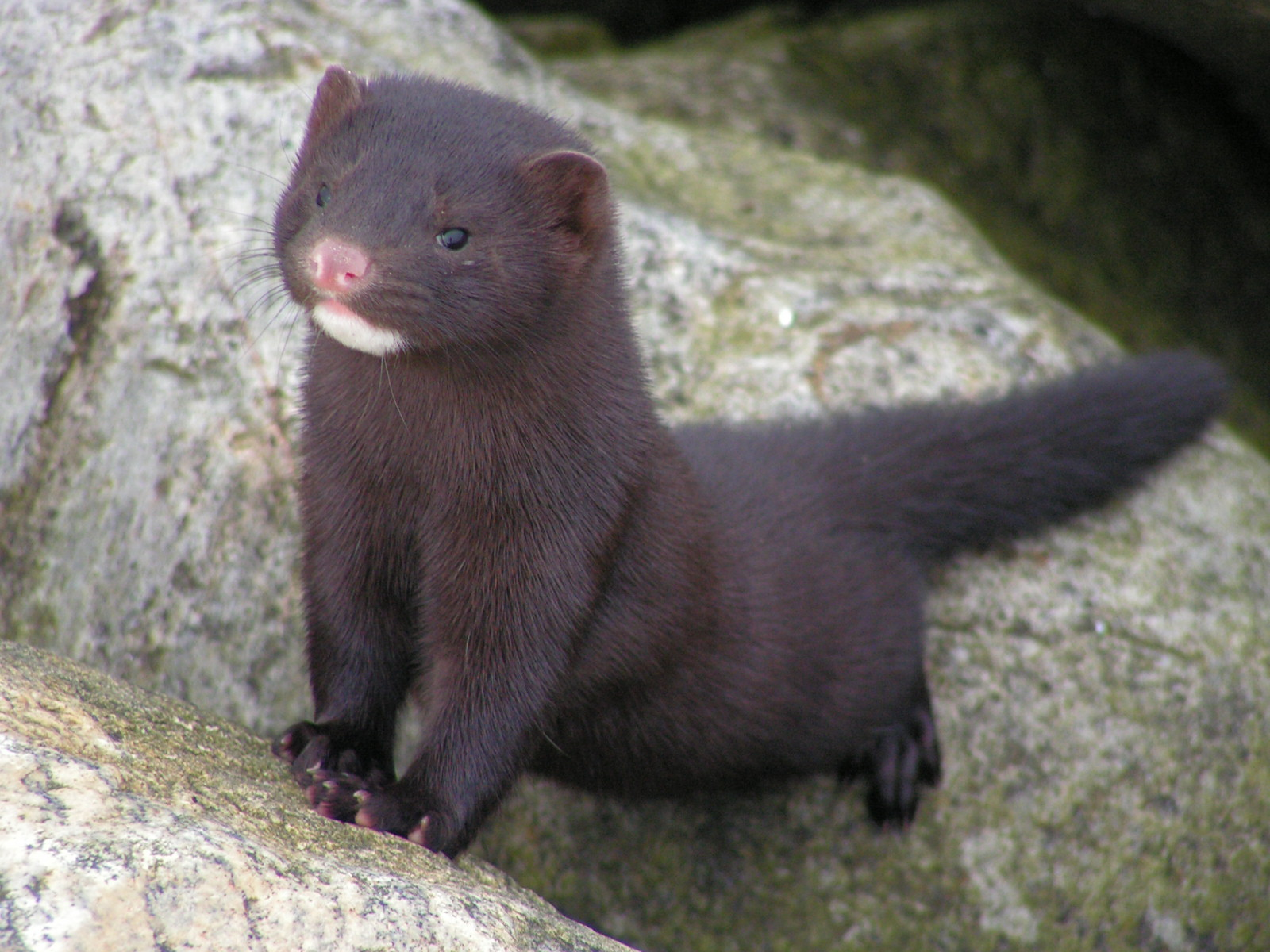
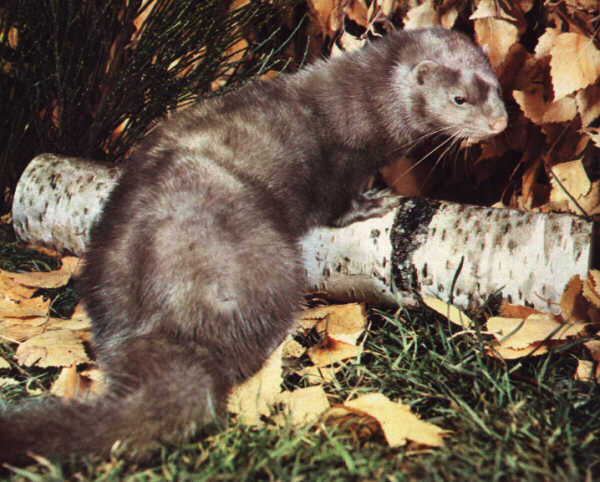